# Fraroz
Fraroz là một xã trong vùng hành chính Franche-Comté, thuộc tỉnh Jura, quận Lons-le-Saunier, tổng Nozeroy. Tọa độ địa lý của xã là 46° 44' vĩ độ bắc, 06° 05' kinh độ đông. Fraroz nằm trên độ cao trung bình là 948 mét trên mực nước biển, có điểm thấp nhất là 889 mét và điểm cao nhất là 1222 mét. Xã có diện tích 6.22 km², dân số vào thời điểm 2004 là 49 người; mật độ dân số là 8 người/km².

## Thông tin nhân khẩu
| 1962 | 1968 | 1975 | 1982 | 1990 | 1999 |
| ---- | ---- | ---- | ---- | ---- | ---- |
| 37   | 47   | 42   | 43   | 40   | 41   |

## Địa điểm tham quan
Nhà thờ của Fraroz được xây dựng trong thế kỉ thứ 18.